# 2746 Hissao
2746 Hissao (1979 SJ9) là một tiểu hành tinh vành đai chính được phát hiện ngày 22 tháng 9 năm 1979 bởi Chernykh, N. ở Nauchnyj.